# Ichthyborus monodi
Ichthyborus monodi és una espècie de peix de la família dels citarínids i de l'ordre dels caraciformes.

## Morfologia
- Els mascles poden assolir 20,8 cm de longitud total.[3][4]

## Hàbitat
És un peix d'aigua dolça i de clima tropical (24 °C-27 °C).

## Distribució geogràfica
Es troba a Àfrica: conques fluvials costaneres del sud de Nigèria i del Camerun.